# ريد بنسون
ريد بنسون (بالإنجليزية: Reed Benson)‏ هو عسكري أمريكي، ولد في 1928، وتوفي في 2016.